# Getto Tamás
Getto Tamás, (Pécs, 1958. május 20. –) Ybl-díjas magyar építész, Pécs kortárs építészetének meghatározó alakja, a Pécsi Tudományegyetem tanszékvezetője, a Nemzeti Építészeti Tanács tagja. Édesapja Getto József építész.

## Életpályája
|  | „Az építészek integrálóképessége sokszor káros. Azt hiszik, hogy nekik mindent meg kell érteni, és mindig meg kell mondani a helyes megoldást. Inkább azoknak az építészeknek a hozzáállása a jó, akik megmaradnak a saját belső világuknál, és csak arra koncentrálnak. Az általuk elkészített művek valószínűleg majd beszélnek helyettük. A társadalmi folyamatok befolyásolásában — például ízlésformálás — nem hiszek. Most úgy látom, ha csinálok egy jó kis házat, az többet ér, mintha meg akarnám győzni például a baráti társaságomat, hogy milyen jó dolog a minimalizmus és szeressék azt. ” |
|  | – Getto Tamás |

1976-ban érettségizett a pécsi Komarov Gimnáziumban. Középiskolásként a képzőművészet iránt érdeklődött és tagja volt a Lantos Ferenc festőművész vezetésével működő vizuális műhelynek. Lantos Ferenc személyiségét meghatározónak tartja pályáján. Művészeti érdeklődése indította arra, hogy az Iparművészeti Főiskolára jelentkezzen; itt 1983-ban építészként, okleveles belsőépítészként, tervező művészként szerzett diplomát. Tanárai között volt Szrogh György, Jánossy György, Németh István, Reimholz Péter, Ferencz István, Rubik Ernő és Mikó Sándor.
2009-ben elvégezte a Pécsi Tudományegyetem Pollack Mihály Műszaki és Informatikai Kara Breuer Marcell Doktori Iskolájának DLA-képzését.
1983-1993 között a Pécsi Tervező Vállalatnál dolgozott építészként és belsőépítészként. 1991-ben megalapította saját irodáját, Gettoplan Építész és Belsőépítész Bt. néven.
1993-1996 között a Pécsi Tanárképző Főiskola Rajz Tanszékén, 2001-2002 a Pollack Mihály Műszaki Főiskolán oktatott. 2009 decembere óta tudományos főmunkatárs a Pécsi Tudományegyetem Pollack Mihály Műszaki és Informatikai Karának Belsőépítészeti és Környezettervezési Tanszékén, amelynek 2011 óta tanszékvezetője is.
1990 óta a Magyar Építőművészek Szövetségének tagja. 1998 óta az Építész Mesteregylet Mestere. A Nemzeti Építészeti Tanács, a Nemzeti Fejlesztési és Gazdasági Minisztérium Központi Építészeti-Műszaki Tervtanácsa, valamint a Közép-dunántúli Regionális Tervtanács és a Dél-dunántúli Regionális Tervtanács tagja. Számos tervpályázat zsűrizésében vállalt szerepet. 2009-től a Magyar Építőművészek Szövetségének regionális képviselője, emellett 2011 óta a Dél-dunántúli Építész Kamara elnökségi tagja.
Első megvalósult munkája a római katolikus templom belsőépítészete Pécs-Postavölgyben – az építész édesapja, Getto József volt. Széles körű szakmai elismerést elsősorban Pécsen és környékén épült lakóépületeivel (köztük saját, tettyei lakóházával),  valamint a Pécshez közeli Pellérden létrehozott új városközpont épületeivel szerzett. Hutter Ákossal közös terve megnyerte a 2015-ös Milánói Világkiállítás magyar pavilonjára kiírt pályázatot, de a kiállítás lebonyolításával megbízott kormánybiztos, Szőcs Géza döntése nyomán nem ez, hanem a második helyezett épült fel.
Pécsen él.

## Díjak, elismerések
- Baranya Megyei Önkormányzat „ Építészeti kultúráért” – oklevél (2005)
- Ybl Miklós-díj (2007)
- Prima díj (2022)[5]

## Fontosabb építészeti művei

### Megvalósult épületek
- 1985-2006. Húsz családi ház[6]
- 1985. Gyógyszertár, Mecseknádasd
- 1987. Gyógyszertár, Pécs-Kertváros
- 1990. Irodaház, Pécs, Kálvária utca[7]
- 1995. Idősek otthona, Beremend
- 1998. Hotel Agro felújítása és új épületek, Harkány
- 2004. Iskola, szakiskola, kollégium, Pécsvárad
- 2004. Bartók Béla úti társasház, Pécs
- 2004. Bárány úti társasház, Pécs
- 2005. Táncsics Mihály Gimnázium és  Szakképző Iskola új tantermi szárny, tornacsarnok, tanuszoda, Siklós
- 2005. Blum borház és panzió, Villány
- 2005. Apáca utcai társasház, Pécs
- 2005. Bankfiók, Pellérd
- 2006. Községháza, Pellérd
- 2006. A Pécsi Távfűtő Kft irodaépülete, Pécs
- 2007. 8+4 tantermes új általános iskola és tornacsarnok, Pellérd
- 2007. Családi ház, Pécs-Tettye
- 2014. Családi ház, Pécs (Schunk Tímeával)
- 2015. Kiállító- és rendezvényház, Villány

### Műemlékfelújítási munkák
- 2000. Papnövelde utcai neobarokk konferenciaterem, Pécs
- 2000-2005. A pécsi történelmi városfal rekonstrukciója, Citrom utcai várfalszakasz, Barbakán bástya és környéke

### Belsőépítészeti munkák
- 1985. Postavölgyi templom, Pécs
- 1986. Gyógyszertár, Mecseknádasd
- 1986. Sportuszoda, Nagykanizsa
- 1988. DÉDÁSZ számítóközpont, Pécs
- 1988. MEVID étterem, Pécs
- 1988. Harlequin étterem, bowling, játékterem, Pécs
- 1988. Fordan Billiard Center, Pécs
- 1988. Autós vendéglő, Szajk
- 1988. Kertvárosi gyógyszertár, Pécs
- 1989. Galéria söröző, Bóly
- 1990. PTE ifjúsági klub, Pécs
- 1996. Diagnoszkai Központ, Pécs
- 1998. Sétány étterem, Mohács
- 2001. PTE Ifjúság úti főépület díszterme, Pécs
- 2001. Főnix Patika, Pécs
- 2001. Nádor Szálloda söröző, szállodai szobák, közlekedők, Pécs
- 2003. Postatakarékpénztár, Bóly
- 2005. Blum borház, Villány
- 2005. Bankfiók, Pellérd
- 2006. Községháza, Pellérd  [halott link]
- 2006. Pécsi Távfűtő Kft irodaépület, Pécs
- 2007. 8+4 tantermes új általános iskola és tornacsarnok, Pellérd
- 2008. Palatinus és Nádor szálló szállodai szobák, Pécs

## Pályázatok
- 1988. A Bauwelt építészeti folyóirat pályázata – „Vándor építészek munkahelye” (díjazott pályamű)

- 1998. Kaposvár, Berzsenyi utcai lakótömb (I. díj)

- 2000. Pécsvárad, Iskola és Szakiskola (I. díj)
- 2003. Pécs, Árkád üzletház (III. díj)

- 2003. A Győri Egyetem bővítése (II. díj; vezető tervezők: Gettó Tamás, Herczeg László, Pethő László, Wehner Viktória)

- 2003. Pécs-Kertváros, Szociális bérlakások (megvétel)

- 2005. Budapest, Corvin-Szigony Project, Práter utca (III. díj; tervezőtárs: Helmle Csaba)  Archiválva 2011. augusztus 24-i dátummal a Wayback Machine-ben

- 2006. Budaörsi 24 tantermes általános iskola (kiemelt megvétel; tervezőtárs: Helmle Csaba)  Archiválva 2009. augusztus 19-i dátummal a Wayback Machine-ben

- 2006. Európa Kulturális Fővárosa-program, Pécs (EKF) Az én kulturális fővárosom, ötletpályázat (nyertes pályaművek:	Pécsi Városliget; Drót nélküli Tettye; Vándorló jel; Xavér kút)

- 2007. EKF A pécsi belváros észak-déli tengelye, nemzetközi tervpályázat (megvétel; tervezőtárs: Helmle Csaba)  Archiválva 2009. augusztus 19-i dátummal a Wayback Machine-ben

- 2007. EKF Dél-dunántúli regionális könyvtár és tudásközpont, nemzetközi tervpályázat (kiemelt megvétel; tervezőtárs: Helmle Csaba)  Archiválva 2009. augusztus 22-i dátummal a Wayback Machine-ben

- 2008. EKF Zsolnay Kulturális Negyed nemzetközi tervpályázat, Pécs (megvétel; vezető tervezők: Rádóczy (f.) László, Gettó Tamás, Köves András, Tolnai Zsolt)  Archiválva 2009. május 4-i dátummal a Wayback Machine-ben

- 2008. EKF Pécs Városközpont megújítása, nemzetközi tervpályázat (kiemelt megvétel)

- 2010. 320˚ Művészeti, Kulturális, Oktatási és Technikai központ, Siófok (megvétel; tervezőtárs: Schunk Tímea) Archiválva 2012. október 29-i dátummal a Wayback Machine-ben, [halott link]

- 2012. Magyar Iparművészeti Múzeum rekonstrukciója, Budapest (megvétel; tervezőtárs: Mátételki Ákos, Kozák Barnabás) Archiválva 2012. szeptember 11-i dátummal a Wayback Machine-ben

## Kiállítások
- 1986. „Dél –Dunántúli Tervező Vállalat” kiállítás – Pécsi Galéria
- 2001. PTE Pollack Mihály Műszaki Főiskola Építész Kar kiállítás – Pécsi Galéria
- 2004. „ Város/Víziók: pécsi ideáltervek” kiállítás – Művészetek Háza Pécs
- 2007. „Négy az egyben” kiállítás  – Budapest Budai Vár
- 2008. 2007 építészeti díjazottainak kiállítása – Nagykovácsi
- 2009. „10 év 10 épület” kiállítás – Cella Septichora, Pécs
- 2010. „Kazuárok a padláson” – Csoport Horda Galéria, Pécs
- 2010. 12 év – Dél Dunántúl építészete a 21. század elején – Pécs
- 2010. Breuer Marcell Doktori Iskola kiállítása – Budapesti Műszaki Egyetem
- 2011. Breuer Marcell Doktori Iskola kiállítása – Pécsi Galéria

## Saját publikációk
- 1988. „Vándor építészek munkahelye”(pályázati anyag közlése), Bauwelt építészeti folyóirat
- 1998. Uránvárostól a Havihegyig. Echo Kritikai szemle, kulturális művészeti lap
- 2000. Czindery. Echo Kritikai szemle, kulturális művészeti lap
- 2001. Barlang utcai lakópark. Alaprajz
- 2001. Harangzúgás (opponencia). Echo Kritikai szemle, kulturális művészeti lap
- 2002. Kuti László kiállítása. Echo Kritikai szemle, kulturális művészeti lap
- 2002. „Haszontalan mesteriskolások”
- 2004. Lakópark Budán. Atrium építészeti folyóirat
- 2004. A szép bor jele. Alaprajz építészeti folyóirat
- 2005. A Zsuffa és Kalmár Építész Műterem munkáit bemutató írás az Öt év című könyvben.
- 2005. Pellérdi Capriccio. Pellérdi Tükör
- 2006. Megnyitóbeszéd a Brick Award 2006 kiállításához.Echo Kritikai szemle,  kulturális művészeti lap
- 2007. Ybl Miklós díjas építészek  Archiválva 2011. augusztus 20-i dátummal a Wayback Machine-ben
- 2007. Bemutatkoznak a 2007 évi Ybl-díjasok – előadások és kerekasztal beszélgetés  Archiválva 2011. augusztus 17-i dátummal a Wayback Machine-ben
- 2007. KŐ KÖVÖN – Építészeti, örökségvédelmi és urbanisztikai tv műsor
- 2010. 12 év – Dél Dunántúl építészete a 21. század elején, Pécs (Katalógus)
- 2010. KÖZ_TÉR_KÖZ – Pécs 2010 Európa Kulturális Fővárosa _ Építészeti 	Pályázatok és Köztérfelújítások című könyv
- 2010. MOZGÓ MODERN – építészeti dokumentumfilm